# Mbulungish

Le mbulungish est une langue nigéro-congolaise du groupe des langues atlantiques, appartenant au petit ensemble des langues du Rio Nunez de Guinée. Sa désignation apparaît à travers différents noms : baga foré, baga moncõ, baga monson, black baga, bulunits, bulongic, longich, monchon, monshon. La langue mbulungish est appelée ciloŋic (ci-lɔŋic) par ses locuteurs, qui se désignent eux-mêmes comme les buloŋic (bu-lɔŋic).
En tant que l'une des deux langues du Rio Nunez en Guinée, son parent le plus proche est le baga pukur.
Bien qu'encore active, son statut est menacé avec environ 5000 locuteurs natifs à la fin du XXe siècle.

## Répartition géographique
Le mbulungish est parlé dans une zone côtière au nord du Rio Nunez qui comprend une vingtaine de villages autour des villes de Boké et de Kanfarandé.